# Смирновка (Новокузнецький район)
Смирно́вка (рос. Смирновка) — селище у складі Новокузнецького району Кемеровської області, Росія. Входить до складу Центрального сільського поселення.
Стара назва — Смирновський.

## Населення
Населення — 60 осіб (2010; 88 у 2002).
Національний склад (станом на 2002 рік):
- росіяни — 91 %